# Timeless (Fernsehserie)
Timeless (deutsch Zeitlos) ist eine US-amerikanische Fernsehserie, die am 1. April 2016 ihre Premiere beim Sender NBC feierte.
Noch im November 2016 wurde die ursprüngliche Bestellung von 13 auf 16 Folgen erhöht. Im Mai 2017 gab NBC die Einstellung der Serie bekannt, nur drei Tage später wurde aber eine zweite Staffel mit 10 Folgen angekündigt und ab 11. März 2018 ausgestrahlt. Schließlich wurde ein zweiteiliges Serienfinale bestellt, das in den USA am 20. Dezember 2018 gesendet wurde.

## Inhalt
Nachdem eine experimentelle Zeitmaschine vom kriminellen Ex-NSA-Agenten Garcia Flynn gestohlen worden ist, bekommen die Geschichtsprofessorin Lucy Preston, der Soldat Wyatt Logan und der Techniker Rufus Carlin den Auftrag, ihm mit einem frühen Prototyp der Maschine hinterherzureisen und seine gefährlichen Pläne zu durchkreuzen. Schnell stellen sie fest, dass Flynn vorhat, die Geschichte der Vereinigten Staaten tiefgreifend zu verändern.

## Besetzung und Synchronisation
Die deutschsprachige Synchronisation der Serie erfolgt durch die FFS Film- und Fernseh-Synchron GmbH, München. Dialogbuch führten unter anderem Klaus Hüttmann (Eps. 1+2), Andrea Pichlmaier (Eps. 3–5, 7–10) und Stephanie Kellner (Ep. 6), Dialogregie erfolgte ebenfalls durch Klaus Hüttmann (Eps. 1–10) wie auch durch Cay-Michael Wolf (Eps. 11–16). Bei Staffel 2 führte Julia Haacke Dialogregie und übernahm die Bearbeitung der deutschen Dialogbücher.

### Hauptdarsteller
| Rolle              | Darsteller      | Synchronsprecher                                       |
| ------------------ | --------------- | ------------------------------------------------------ |
| Lucy Preston       | Abigail Spencer | Tatjana Pokorny                                        |
| Wyatt Logan        | Matt Lanter     | Nils Dienemann (Staffel 1) Oliver Scheffel (Staffel 2) |
| Rufus Carlin       | Malcolm Barrett | Stefan Günther                                         |
| Denise Christopher | Sakina Jaffrey  | Kathrin Simon                                          |
| Connor Mason       | Paterson Joseph | Martin Umbach                                          |
| Jiya Marri         | Claudia Doumit  | Jacqueline Belle                                       |
| Garcia Flynn       | Goran Višnjić   | Matthias Klie                                          |

### Wiederkehrende Darsteller
| Rolle           | Darsteller        | Synchronsprecher |
| --------------- | ----------------- | ---------------- |
| Anthony Bruhl   | Matt Frewer       | Jürgen Jung      |
| Carolyn Preston | Susanna Thompson  | Daniela Hoffmann |
| Amy Preston     | Bailey Noble      | Marcia von Rebay |
| Noah            | Daniel Di Tomasso | Manou Lubowski   |
| Benjamin Cahill | John Getz         | Leon Rainer      |

## Episodenliste

### Staffel 1
| Nr. (ges.) | Nr. (St.) | Deutscher Titel                           | Originaltitel                        | Erstausstrahlung USA | Deutschsprachige Erstveröffentlichung (D) | Regie             | Drehbuch                         | Zuschauer (USA) |
| ---------- | --------- | ----------------------------------------- | ------------------------------------ | -------------------- | ----------------------------------------- | ----------------- | -------------------------------- | --------------- |
| 1          | 1         | Jagd durch alle Zeiten                    | Pilot                                | 3. Okt. 2016         | 29. März 2018                             | Neil Marshall     | Eric Kripke & Shawn Ryan         | 7,60 Mio.       |
| 2          | 2         | Verlierer an die Macht                    | The Assassination of Abraham Lincoln | 10. Okt. 2016        | 29. März 2018                             | Neil Marshall     | Tom Smuts                        | 6,20 Mio.       |
| 3          | 3         | Die Schöne und die Bombe                  | Atomic City                          | 17. Okt. 2016        | 29. März 2018                             | Charles Beeson    | Lana Cho                         | 5,86 Mio.       |
| 4          | 4         | Stirb an einem vergangenen Tag            | Party at Castle Varlar               | 24. Okt. 2016        | 29. März 2018                             | Billy Gierhart    | Jim Barnes                       | 5,47 Mio.       |
| 5          | 5         | Feinde der Freiheit                       | The Alamo                            | 31. Okt. 2016        | 29. März 2018                             | John Terlesky     | Anne Cofell Saunders             | 5,24 Mio.       |
| 6          | 6         | Die wilden Siebziger                      | The Watergate Tape                   | 14. Nov. 2016        | 29. März 2018                             | Greg Beeman       | Kent Rotherham                   | 4,53 Mio.       |
| 7          | 7         | Alarm durch die Jahrhunderte              | Stranded                             | 21. Nov. 2016        | 29. März 2018                             | Holly Dale        | Arika Lisanne Mittman            | 4,71 Mio.       |
| 8          | 8         | Apollo 11 und Flynns eigene Mission       | Space Race                           | 28. Nov. 2016        | 29. März 2018                             | Charles Beeson    | Matt Whitney                     | 4,78 Mio.       |
| 9          | 9         | Bonnie & Clyde mit Lucy & Wyatt           | Last Ride of Bonnie & Clyde          | 5. Dez. 2016         | 29. März 2018                             | John Terlesky     | Anslem Richardson                | 5,08 Mio.       |
| 10         | 10        | Konfrontation mit Rittenhouse             | The Capture of Benedict Arnold       | 12. Dez. 2016        | 29. März 2018                             | John F. Showalter | Tom Smuts                        | 4,81 Mio.       |
| 11         | 11        | Mörder und Magier auf der Weltausstellung | The World’s Columbian Exposition     | 16. Jan. 2017        | 29. März 2018                             | Craig Zisk        | Lana Cho                         | 3,45 Mio.       |
| 12         | 12        | Wer ist der Mörder von Jesse James?       | The Murder of Jesse James            | 23. Jan. 2017        | 29. März 2018                             | John F. Showalter | Jim Barnes                       | 3,46 Mio.       |
| 13         | 13        | Im Drama des Karma                        | Karma Chameleon                      | 30. Jan. 2017        | 29. März 2018                             | Greg Beeman       | Anne Cofell Saunders             | 3,51 Mio.       |
| 14         | 14        | Damals in Paris                           | The Lost Generation                  | 6. Feb. 2017         | 29. März 2018                             | Craig Zisk        | Kent Rotherham & David Hoffman   | 2,92 Mio.       |
| 15         | 15        | Mit der Mafia                             | Public Enemy No. 1                   | 13. Feb. 2017        | 29. März 2018                             | Guy Ferland       | Matt Whitney & Anslem Richardson | 2,99 Mio.       |
| 16         | 16        | Gestern verbünden wir uns                 | The Red Scare                        | 20. Feb. 2017        | 29. März 2018                             | Matt Earl Beesley | Arika Lisanne Mittman            | 3,37 Mio.       |

### Staffel 2
| Nr. (ges.) | Nr. (St.) | Deutscher Titel                         | Originaltitel                   | Erstausstrahlung USA | Deutschsprachige Erstausstrahlung (D) | Regie               | Drehbuch                             | Zuschauer (USA) |
| ---------- | --------- | --------------------------------------- | ------------------------------- | -------------------- | ------------------------------------- | ------------------- | ------------------------------------ | --------------- |
| 17         | 1         | Ein Krieg, der alle Kriege beendet?     | The War to End All Wars         | 11. März 2018        | 2. Mai 2019                           | Greg Beeman         | Arika Lisanne Mittman & Tom Smuts    | 2,97 Mio.       |
| 18         | 2         | Auf der Rennstrecke des Schicksals      | The Darlington 500              | 18. März 2018        | 2. Mai 2019                           | Olatunde Osunsanmi  | Jim Barnes                           | 2,85 Mio.       |
| 19         | 3         | Gegen Orson Welles                      | Hollywoodland                   | 25. März 2018        | 9. Mai 2019                           | John Showalter      | Matt Whitney                         | 2,56 Mio.       |
| 20         | 4         | Hexenjagd in Salem                      | The Salem Witch Hunt            | 8. Apr. 2018         | 9. Mai 2019                           | Guy Ferland         | Kent Rotherham                       | 2,47 Mio.       |
| 21         | 5         | Kennedy heute                           | The Kennedy Curse               | 15. Apr. 2018        | 16. Mai 2019                          | Holly Dale          | Lana Cho                             | 2,47 Mio.       |
| 22         | 6         | Blues Brother                           | The King of the Delta Blues     | 22. Apr. 2018        | 16. Mai 2019                          | Greg Beeman         | Anslem Richardson                    | 2,31 Mio.       |
| 23         | 7         | Mrs. Sherlock Holmes                    | Mrs. Sherlock Holmes            | 29. Apr. 2018        | 23. Mai 2019                          | Douglas Aarniokoski | David C. Hoffman                     | 2,52 Mio.       |
| 24         | 8         | Am Tag, als auf Reagan geschossen wurde | The Day Reagan Was Shot         | 6. Mai 2018          | 23. Mai 2019                          | Alex Kalymnios      | Arika Lisanne Mittman & Lauren Greer | 2,23 Mio.       |
| 25         | 9         | Feinde im Sturm                         | The General                     | 13. Mai 2018         | 30. Mai 2019                          | John F. Showalter   | Matt Whitney                         | 2,43 Mio.       |
| 26         | 10        | Reise in den Tod                        | Chinatown                       | 13. Mai 2018         | 30. Mai 2019                          | Greg Beeman         | Tom Smuts & Nancy Baird              | 2,43 Mio.       |
| 27         | 11        | Alpha & Omega (1)                       | The Miracle of Christmas Part 1 | 20. Dez. 2018        | 30. Mai 2019                          | John Showalter      | Lauren Greer                         | 3,23 Mio.       |
| 28         | 12        | Alpha & Omega (2)                       | The Miracle of Christmas Part 2 | 20. Dez. 2018        | 30. Mai 2019                          | John Showalter      | Arika Lisanne Mittman                | 3,23 Mio.       |

## Klage gegen Serienerfinder und Studio
Kurz vor Ausstrahlungsbeginn wurde bekannt, dass Serienerfinder Eric Kripke, Sony Pictures Entertainment und NBCUniversal vom spanischen Konzern Onza Entertainment verklagt wurden, da die Serie erstaunliche Parallelen zur spanischen Reihe El Ministerio del Tiempo („Das Ministerium der Zeit“) aufweise, wobei u. a. die Hauptdarstellerriege ebenfalls aus einer Frau und zwei Männern und mit einer ähnlichen Mission besteht. Laut Onza soll Sony zunächst im April 2015 zugesagt haben, eine US-Version der Serie zu produzieren, die Gespräche aber wenig später abgebrochen haben, als NBC bekannt gab, gemeinsam mit Sony die Serie, damals „Time“ genannt, zu produzieren.

## Rezeption
In der Rezension des Online-Magazins Serienjunkies.de wurde Timeless Fans der älteren Zeitreiseserie Seven Days – Das Tor zur Zeit empfohlen, da die Serie wie ein Procedural aus den 80er- oder 90er-Jahren wirke und Charaktere vorweist, die „ein wenig altbacken“ seien. Die Pilotfolge wurde mit 3 von 5 Sternen bewertet.

## Veröffentlichung im deutschsprachigen Raum
Die erste Staffel der Serie erschien am 29. März 2018 auf DVD, ohne dass es zuvor zu einer Ausstrahlung im deutschsprachigen Fernsehen kam. Netflix startete die Deutschlandpremiere am 1. Mai 2018.
Ab 7. März 2019 wurde die erste Staffel der Serie im Bezahlfernsehen bei RTL Crime ausgestrahlt, ab dem 2. Mai 2019 die zwölf Episoden der zweiten Staffel.